# Francesco Squillace (politico)
Francesco Squillace (Chiaravalle Centrale, 6 novembre 1925 – 6 giugno 2020) è stato un avvocato e politico italiano.

## Biografia
Avvocato, consigliere comunale e sindaco di Chiaravalle Centrale (dal 1954 al 1956 e dal 1960 al 1965) negli anni '50 e '60, assessore e consigliere provinciale, fu nominato il 7 maggio 1975 presidente della Provincia di Catanzaro e in seguito vice presidente e assessore ai Lavori Pubblici.